# Sam's Club
Sam's Club — мережа центрів оптової та дрібнооптової торгівлі, керованих Wal-Mart Stores. Перший центр Sam's Club був відкритий у квітні 1983 в Мідвест Сіті, штат Оклахома (США). Мережа центрів Sam's Club була названа так на честь засновника мережі суперцентр Wal-Mart Сема Волтона.
Щоб купувати товари в центрах Sam's Club, необхідно мати членство (щорічний внесок близько 40 доларів).